# Керн, Кристиан
Кристиан Керн (род. 4 января 1966 года) — австрийский менеджер и социал-демократический политик. Генеральный директор ÖBB (2010-2016), федеральный канцлер Австрии с 17 мая 2016 года по 18 декабря 2017 года, член совета директоров госкомпании Российские железные дороги с 2019 года.

## Политическая карьера
Кристиан Керн вырос в семье электрика и секретарши в венском округе Зиммеринг. В 1997 году закончил обучение в Венском университете по специальности «Публицистика и теория коммуникации» с присуждением учёной степени магистр философии. Темой его дипломного исследования был обзор внешнеполитических статей австрийской прессы за 1993 год. После этого он продолжил обучение в швейцарском Университете Санкт-Галлена, в аспирантуре которого освоил специальность «менеджера».
В годы учёбы сотрудничал с Ассоциацией социалистических студентов Австрии, выполняя обязанности шеф-редактора журнала «Ротпресс».
Карьеру журналиста Керн начал в 1989 году в качестве бизнес-журналиста австрийского делового журнала «Option». В 1991 году он стал помощником статс-секретаря П. Костелки в правительстве. Когда П. Костелка стал председателем парламентской фракции Социал-демократической партии, Керн стал его пресс-секретарём.
В 1997 году Кристиан Керн перешёл на работу в офис крупнейшего поставщика электроэнергии в Австрии «Verbund AG», где он был первым помощником председателя совета, а с 1999 — руководителем отдела стратегического маркетинга и управления продажами. До 2010 года возглавлял ряд служб фирмы, с 2007 года являясь членом правления.
В 2010 году перешёл в Австрийские федеральные железные дороги. В 2014 году К. Керн был назначен председателем Сообщества европейских железных дорог и инфраструктурных компаний. С 2009 года — член правления ФК «Аустрия»
В 2011 г. по инициативе Керна началась кампания по обнародованию фактов сотрудничества концерна с нацистской властью в годы Второй мировой войны. Как заявил Керн, «об этом надо было рассказать, чтобы очистить имя концерна». В июне 2013 г. за эти усилия он получил награду Еврейской общины Вены — медаль имени Мариетты и Фридриха Торберг. Итогом работы стала выставка «Забытые годы», открытая в ноябре 2014 г. в здании Европарламента в Брюсселе. В числе её экспонатов были материалы, доказывающие участие служащих австрийской железной дороги в фашистских организациях.
С начала 2015 г. в партии кандидатуру Керна рассматривали в качестве наиболее возможного преемника Вернера Файмана на постах канцлера и партийного руководителя.
В сентябре 2015 г., во время европейского миграционного кризиса, Керн курировал транзит беженцев из Венгрии в Германию через территорию Австрии. Как отмечалось в прессе, Керн проявил высокие организаторские способности, в связи с чем существенно возросла его популярность.
С 17 мая 2016 по 18 декабря 2017 года — федеральный канцлер Австрии от Социал-демократической партии Австрии.
С 2019 по 24 февраля 2022 года состоял в совете директоров российской госкомпании РЖД, покинул пост на фоне российского вторжения на Украину.

## Семья
В 1985—2001 годах состоял в браке с Карин Вессели, с которой у Керна 3 сына.
Во втором браке с Эвелиной Штайнбергер имеет дочь.